# Bohonal de Ibor
Bohonal de Ibor település Spanyolországban, Cáceres tartományban. Bohonal de Ibor Peraleda de la Mata, El Gordo, Peraleda de San Román, Castañar de Ibor, Mesas de Ibor és Valdehúncar községekkel határos. Lakosainak száma 503 fő (2024).

## Népesség
A település népessége az elmúlt években az alábbi módon változott:
| Lakosok száma | 592  | 548  | 542  | 535  | 565  | 508  | 494  | 500  | 485  | 503  |
|               | 2001 | 2004 | 2006 | 2009 | 2011 | 2014 | 2016 | 2019 | 2021 | 2024 |